# Roma君
『Roma君』（ローマ君、ろーまくん）は、ベリッシモ・フランチェスコによる4コマ漫画作品。

## 概要
『NHKイタリア語講座テキスト』において2006年7月から2008年3月まで連載された。イタリアのデザインやイラストのルールに基づいて描かれている。キャラクターの「鼻が大きい / 目が小さい」のが特徴。イタリアの文化や生活様式の理解を深める漫画である。現代イタリアを舞台としている。

## 登場人物
- Roma（ローマ　主人公）
- Romina（ロミーナ　ローマ君の彼女）
- Leonardo（レオナルド・ダ・ヴィンチ）
- Marco Polo（マルコ・ポーロ）
- Totti（フランチェスコ・トッティ）
- Babbo Natale（サンタクロース）
- Milano

## 主な舞台
- コロッセオ
- 城
- 家（ローマとロミーナは森の中の家で同棲している）